# 81

## Събития
- Домициан наследява брат си Тит като император на Римската империя.

## Починали
- 13 септември – Тит, римски император (роден 39 г.)